# Assistance à distance Windows
Ne doit pas être confondu avec Connexion bureau à distance.
La fonction Assistance à distance Windows est un logiciel de téléassistance informatique qui est intégré aux systèmes Windows NT. Il est sorti avec Windows XP et permet à un utilisateur de visualiser ou de contrôler un ordinateur Windows à distance sur un réseau local ou sur Internet pour résoudre les problèmes d'un autre utilisateur sans toucher directement à l'unité centrale. Il est basé sur le protocole RDP.

## Composant de Windows 7
Dans Windows 7, le programme se trouve dans le dossier Accessoires et est basé sur la version 7 du Remote Desktop Protocol et utilise le Peer Name Resolution Protocol lors de la connexion à l'aide de l'option Easy Connect. Avec Easy Connect, seul un mot de passe doit être partagé au lieu d'un fichier d'invitation, et deux ordinateurs peuvent établir une connexion peer-to-peer sur un réseau local (LAN, Local Area Network) ou sur Internet sans un serveur relais.
Connexion bureau à distance ne supporte pas le transfert de fichiers et le partage de tableau blanc sur Windows 7,.